# فلويد روبرت جيبسون
فلويد روبرت جيبسون (بالإنجليزية: Floyd Robert Gibson)‏ هو محامي وقاضي وسياسي أمريكي، ولد في 3 مارس 1910 في الولايات المتحدة، وتوفي في 4 أكتوبر 2001. انتخب قاضي محكمة الاستئناف الأمريكية للدائرة الاتحادية وانتخب عضو مجلس ولاية ميزوري وانتخب عضو مجلس نواب ولاية ميسوري.